# بيات سفلي
بيات سفلي هي قرية في مقاطعة ميانة، إيران. عدد سكان هذه القرية هو 391 في سنة 2006.